# باشگاه فوتبال تیرول اینسبروک
باشگاه فوتبال تیرول اینسبروک (انگلیسی: FC Tirol Innsbruck) باشگاه فوتبالی بود که در شهر اینسبروک، ایالت تیرول، اتریش قرار داشت که از سال ۱۹۹۳ تا ۲۰۰۲ فعالیت می‌کرد و به دلیل ورشکستگی منحل‌شد.

## افتخارات
- بوندس‌لیگا اتریش  (۳): ۱۹۹۹–۲۰۰۰، ۲۰۰۱، ۲۰۰۲

## تاریخچه مربیان
- هورشت کوپل (۱ ژوئیه ۱۹۹۳ – ۱۵ مه ۱۹۹۴)
- Wolfgang Schwarz (موقت) (۱۶ مه ۱۹۹۴ – ۳۰ ژوئن ۱۹۹۴)
- هانس کرانکل (۱ ژوئیه ۱۹۹۴ – ۳۰ ژوئن ۱۹۹۵)
- Dietmar Constantini (۱ ژوئیه ۱۹۹۵ – ۲۶ ژوئیه ۱۹۹۷)
- Heinz Peischl (موقت) (۲۷ ژوئیه ۱۹۹۷ – ۴ اکتبر ۱۹۹۷)
- František Cipro (۵ اکتبر ۱۹۹۷ – ۳۱ دسامبر ۱۹۹۸)
- Kurt Jara (۱ ژانویه ۱۹۹۹ – ۴ اکتبر ۲۰۰۱)
- یوآخیم لوو (۱۰ اکتبر ۲۰۰۱ – ۳۰ ژوئن ۲۰۰۲)